# Metodo McKenzie

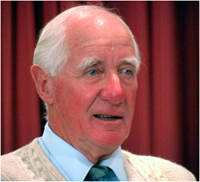
Robin McKenzie

Il metodo McKenzie è un metodo completo di cura utilizzato principalmente nella terapia fisica.
Il metodo è stato sviluppato dal fisioterapista neozelandese Robin McKenzie (1931-2013) verso la fine del 1950. Nel 1981 introdusse il concetto che chiamò diagnosi e terapia meccanica McKenzie - un approccio che comprende la valutazione, la diagnosi e il trattamento per la colonna vertebrale e per gli arti. Il metodo categorizza i dolori dei pazienti non su base anatomica, ma su sottogruppi basati dalla presentazione clinica dei pazienti.

## Strategia
Il metodo utilizza principalmente strategie di auto-trattamento e riduce al minimo le procedure di terapia manuale, il terapeuta addestrato al metodo sostiene il paziente con le procedure passive solo se un programma di trattamento di sé individuale non è pienamente efficace.
McKenzie afferma che il trattamento di sé è il modo migliore per ottenere un miglioramento duraturo della lombalgia.